# Ceratium pleuroceras
Ceratium pleuroceras is een soort in de taxonomische indeling van de Myzozoa, een stam van microscopische parasitaire dieren. Het organisme komt uit het geslacht Ceratium en behoort tot de familie Ceratiaceae. Ceratium pleuroceras werd in 1793 ontdekt door Schrank.